# 시후진

시후 진의 위치

시후진(한국어: 계호진, 중국어: 溪湖鎮, 병음: Xīhú Zhèn)은 중화민국 장화 현의 진이다. 넓이는 32.0592km2이고, 인구는 2015년 8월 기준으로 55,710명이다.

## 지리
장화 현의 중심에 위치하고 북쪽으로 푸옌 향, 서쪽으로 얼린 진, 남쪽으로 피터우 향, 톈웨이 향, 융징 향, 동쪽으로 푸신 향과 접한다.

## 교통
- 국도 1호선